# Gniew (album)
Gniew – album polskiego rapera i producenta muzycznego O.S.T.R.-a. Wydawnictwo ukazało się 28 lutego 2020 roku nakładem wytwórni muzycznej Asfalt Records.
Album uzyskał certyfikat platynowej płyty.

## Lista utworów
1. „Preambuła” – 2:23
2. „Ł.U.F.” – 3:06
3. „Candyman” – 3:50
4. „Lęk wysokości” – 3:25
5. „Son Goku” – 3:39
6. „Jeden strzał” – 4:19
7. „Król” – 3:40
8. „Na lepsze czasy” – 4:17
9. „Nie chcę” – 3:25
10. „Incognito” – 3:39
11. „Paranormalny” (gościnnie: Kali) – 3:23
12. „01:58” – 3:41
13. „Las Vegas” – 4:08
14. „Ostatnia impreza” – 3:43
15. „P.P.P.” (gościnnie: Hades) – 3:09
16. „Wada serca” – 3:37

## Wyróżnienia
| Publikacja | Wyróżnienie              | Pozycja   |
| ---------- | ------------------------ | --------- |
| Empik      | Bestsellery 2020 Hip-Hop | Nominacja |